# Ovobulbus bokerella
Ovobulbus bokerella là một loài nhện trong họ Oonopidae.
Loài này thuộc chi Ovobulbus. Ovobulbus bokerella được Michael Saaristo miêu tả năm 2007.